# Medicinska tehnologija
Medicinska tehnologija je skup metoda i mera koje se preduzimaju u cilju očuvanja zdravlja. Ova tehnologija se ne svodi samo na lečenje već obolelog čoveka, nego je njen osnovni prioritet prevencija bolesti.
Medicinska tehnologija bi se mogla podeliti na više načina, a jedan od kriterijuma je metoda delovanja:
- tehnologije prevencije bolesti,
- tehnologije lečenja bolesti i
- tehnologije rehabilitacije bolesnih i okoline.

Tehnologije prevencije bolesti obuhvataju sve naučne, radne i životne aktivnosti koje doprinose očuvanju čovekovog blagostanja (ekologija, tehnologija zaštite na radu, metode ekonomske i socijalne politike, zdravstveno preventivni rad i sve ostale tehnologije koje se bave podizanjem kvaliteta života i životnih uslova).
Tehnologija lečenja bolesti (klasična medicina) obuhvata sve tehnologije koje se bave obukom zdravstvenih kadrova, proizvodnjom sredstava za lečenje, naučno-istraživačkim radom i mnoge druge mere koje pospešuju efikasnost lečenja i skraćuju tok bolesti.
Tehnologija rehabilitacije bolesnih i okoline podrazumeva sve metode koje doprinose tome da se oboleli što pre vrati u normalan život, kao i da što više smanji štetni uticaj bolesti na okolinu čoveka i u krajnjoj liniji na celi društveni sistem.
Medicinska tehnologija pokazuje rapidan napredak u odnosu na tehnologije nekih drugih grana nauke, što je i razumljivo jer koristi dostignuća iz svih domena ljudskih delatnosti. Ali i pored toga, još uvek se dešavaju i epidemije i pandemije, najviše zbog razlike u razvoju zapadnih i zemalja trećeg sveta. Primećuje se da u siromašnim zemljama još uvek dominiraju bolesti koje su u razvijenom delu sveta odavno iskorenjene. Napori koje u tom smislu čini Svetska zdravstvena organizacija su ogromni.

## Spoljašnje veze
- FDA (језик: енглески)
- (језик: енглески)
- (језик: енглески)
- (језик: енглески)
- (језик: енглески)